# Арон Тамаші
Арон Тамаші (угор. Áron Tamási; 20 вересня 1897, Лупень — 26 травня 1966, Будапешт) — угорський письменник. Писав у стилі етнічної групи, до якої належав — секеї. Вважається одним з ключових письменників Угорщини XX ст.

## Біографія
Народився у Фаркаслаці у сім'ї секеїв. Згодом закінчив Клузький університет за спеціальністю право та комерція. 1923 року невдовзі після приєднання Румунією Трансильванії, емігрував до США. Саме там були написані його перші романи угорською мовою, видані вже в Клужі, які отримали широке визнання. 1926 року повернувся на батьківщину в Трансильванію, де жив до 1944 року. Одна з найбільш відомих робіт Тамаші цього періоду є трилогія романів про пригоди хлопця Авеля, який живе сам в Келіман-Харгітських горах.
1944 року переїхав до Будапешта та жив там до своєї смерті 1966 року. Згідно заповіту похований на своїй рідній Секейській землі. Згодом твори Тамаші стали частиною репертуару Національного угорського театру — головного драматичного театру Будапешта, заснованого у 1837 році.